# قطعنامه ۱۶۷۳ شورای امنیت
قطعنامه  ۱۶۷۳ شورای امنیت سازمان ملل متحد که در تاریخ ۲۷ آوریل ۲۰۰۶ تصویب شد، سندی بین‌المللی دربارهٔ عدم گسترش سلاح کشتار جمعی است. این قطعنامه طی نشست ۵۴۲۹ام با ۱۵ رای موافق، ۰ مخالف و ۰ ممتنع تصویب شد.